# Ujjain
Ujjain () est une ville de l'Inde centrale située dans la région de Malwa du Madhya Pradesh, sur la rive droite de la Shipra, un des affluents les plus occidentaux du Gange. C'est l'une des plus anciennes villes du pays et elle fait partie des villes saintes de l'Inde. Il s'y déroule tous les douze ans le grand pèlerinage dénommé Kumbhamelâ (les deux derniers en 2004 et 2016). La ville est connue sous différents noms, dont Avantî, Visyhâlâ, Padmâvatî, Bhoghavatî, Hyranyavatî, Ptolémée l'appelle Ozênê. Elle a été un centre important d'études astronomiques et mathématiques.

## Légende et histoire
D'après la légende, c'est là que Shiva aurait vaincu la forteresse des asura. La légende dit aussi que la ville aurait été créée par le roi Pradotya, un contemporain du Bouddha, qui aurait fait la guerre contre le roi Bimbisâra du Magadha et contre Pukkusharin, le roi de Takshashîlâ. La ville est d'ailleurs citée dans les textes bouddhistes comme une puissance importante du nord de l'Inde.
Ashoka y occupe le poste de vice-roi avant de succéder à son père. C'est là que se tenait la cour du roi Vikramâditya. La ville est ensuite la capitale ou une ville importante du territoire des Shâtavâhana, des Kshaharâta (autour de l'an 100), puis des Paramâra (du Xe au XIIe siècle). 
C'est Samudragupta (335-380), second souverain de l'empire Gupta, qui prend la décision d'installer sa capitale à Ujjain, ville plus à l'ouest et davantage soumise aux influences étrangères que l'ancienne capitale Pataliputra. Il en fait une belle ville qui dépasse en population Pataliputra. Ujjain deviendra rapidement le centre le plus brillant des activités littéraires et scientifiques de l'Inde
Brahmagupta (ब्रह्मगुप्त) dirige l'observatoire astronomique d'Ujjain, ville qui est au VIIe siècle un centre majeur de recherches en mathématique. 
Le sultan de Delhi Îltutmish la met à sac en 1235. Akbar s'en empare et en fait la capitale du Mâlvâ. Durant la deuxième moitié du XVIIIe siècle c'est le quartier général des râja marathes Sindhia. Lorsque les Sindhia s'installent ensuite à Gwâlior, Ujjain reste une partie de l'État de Gwâlior, et ce jusqu'à l'indépendance indienne en 1947. 
Durant le Raj britannique, Gwâlior devient un État princier après la défaite des Marathes au cours de la troisième guerre anglo-marathe, et Gwâlior, Ujjain, et les États princiers voisins deviennent une partie de la Central India Agency. Après l'indépendance indienne, l'État  de Gwâlior est intégré à l'Inde et Ujjain devient une partie de l'État du Madhya Bharat et, en 1956, le Madhya Bharat fusionne avec l'État de Madhya Pradesh.

## Patrimoine

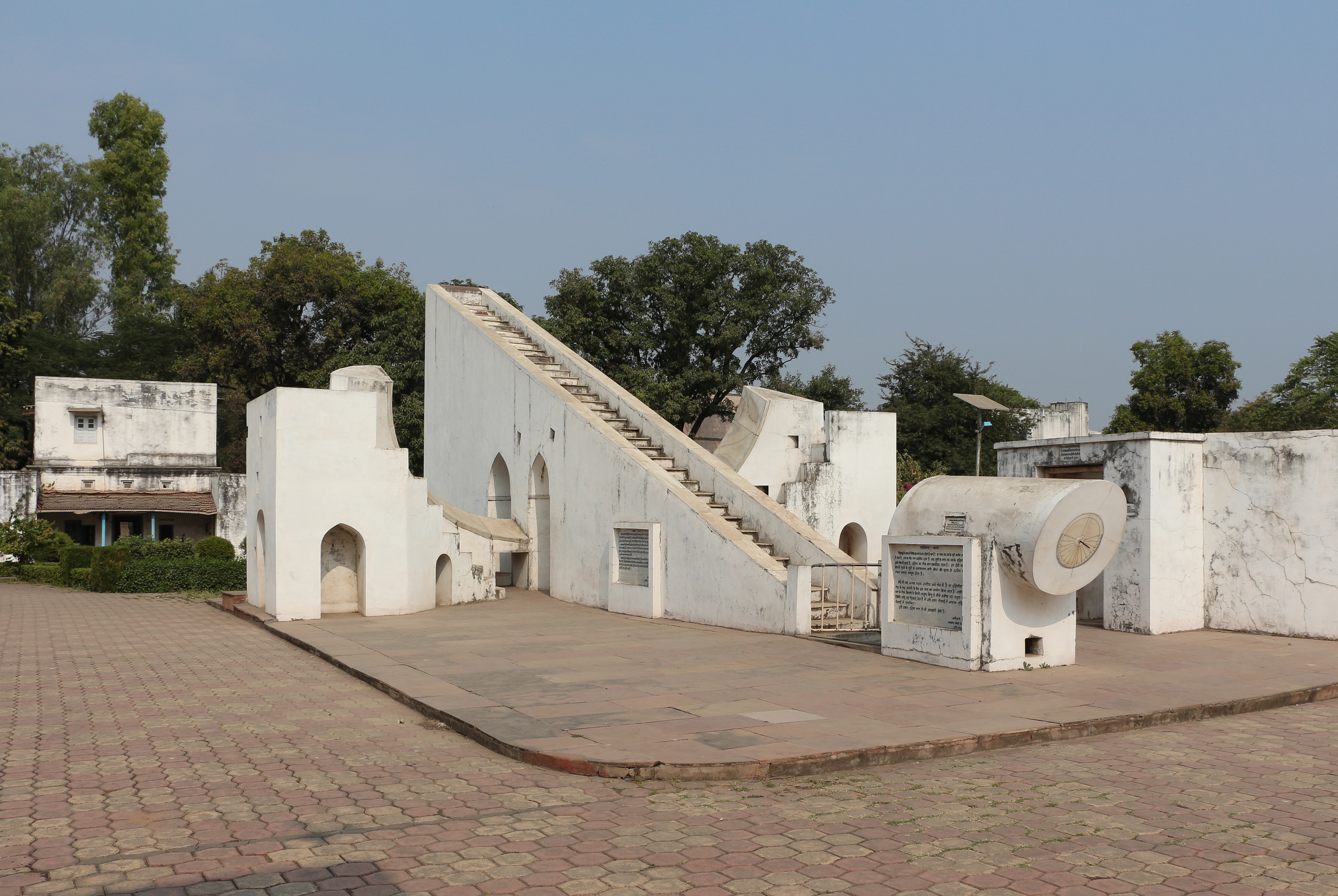
Observatoire Vedh Shala.

Très importante pour le pèlerin hindou, la ville d'Ujjain n'est pas d'intérêt majeur pour le visiteur occidental. On notera cependant :
- le Gopal Mandir, datant du XIXe siècle et situé dans le bazar de la ville : la construction de ce temple dédié à Krishna est due à la maharani de Daulat Râo Scindia. Il comporte un autel recouvert d'une marqueterie de marbre et comportant des portes au plaquage d'argent dont on dit qu'elles proviennent du temple de Somnath au Gujarat. Elles auraient été volées par Mahmûd de Ghaznî lorsqu'il détruisit le temple en 1026 et ramenées dans la ville de Ghaznî, puis de là à Lâhore par Mahmud Shah Abdati. Le chef marathe Mahadji Scindia les aurait récupérées et installées dans le temple.
- Le Mahakaleswar (en) : Au XIXe siècle, les marathes reconstruisent cet important temple, le plus visité de la ville, dédié à Shiva et qui contient l'un des douze Jyotirlingam, ou lingam de lumière.
- Le Jantar Mantar ou observatoire Vedh Shala : Situé à l'extérieur de la ville, il a été construit comme ceux de Jaipur, de Bénarès, de Mathura et de Delhi par le maharaja Jai Singh II de Jaipur en 1730[3] ; grâce à lui, Ujjain fait partie des points de passage historiques d'un Premier méridien.